# Si'an Shuiku
Si'an Shuiku är en reservoar i Kina. Den ligger i provinsen Zhejiang, i den östra delen av landet, omkring 91 kilometer nordväst om provinshuvudstaden Hangzhou. Si'an Shuiku ligger 12 meter över havet. Arean är 3,2 kvadratkilometer. I omgivningarna runt Si'an Shuiku växer huvudsakligen savannskog. Den sträcker sig 3,5 kilometer i nord-sydlig riktning, och 2,1 kilometer i öst-västlig riktning.
Genomsnittlig årsnederbörd är 1 811 millimeter. Den regnigaste månaden är augusti, med i genomsnitt 274 mm nederbörd, och den torraste är november, med 70 mm nederbörd.